# Piet Kramer
Pieter Lodewijk (Piet) Kramer (Amsterdam, 1 juli 1881 – Santpoort, 4 februari 1961) was een Nederlands architect en een van de voornaamste vertegenwoordigers van de Amsterdamse School. Hij is vooral bekend als architect van de Haagse Bijenkorf (zie onderaan) en van honderden bruggen in Amsterdam.

## Familie
Kramer werd geboren aan de Prinsengracht in het gezin van de van oorsprong Friese arts Folkert Nicolaas Kramer en Anna Rolff. Vader Kramer was gedurende langere tijd Officier van gezondheid 2e klasse in Nederlands-Indië. Piet Kramer was twee keer gehuwd en gescheiden; van 1908 tot zomer 1931 met Johanna van der Weijde, vanaf zomer 1931 tot 1941 met Bodi Rapp. Hij had zes kinderen, onder wie:
- Friso Kramer (1922-2019), industrieel vormgever.
- Melisande Kramer (1928), kunstenares.[1] Een "portret" van haar is te vinden in een van de beelden aan het Amsterdamse Muzenplein.[2]
- Annemarie Kramer (1918), eveneens vastgelegd in een van de beelden aan het Muzenplein; waarschijnlijk in het beeld "Een meisje met kat en vogel".
- Ellen Kramer, danseres en musicus.

Hij is begraven op begraafplaats Westerveld in Driehuis. Het hoofdgebouw op dat terrein is mede door hem op papier gezet en gebouwd; het origineel was van Marius Poel.

## Leven en werk
Kramer werkte van 1903 tot 1913 op het architectenbureau van Eduard Cuypers, waar ook Michel de Klerk en Jo van der Mey werkzaam waren. Het drietal Kramer, De Klerk en Van der Mey ontwierp in 1911 het Scheepvaarthuis, dat geldt als eerste grote voorbeeld van Amsterdamse Schoolarchitectuur. Na 1913 was Kramer werkzaam op het bureau van K.P.C. de Bazel.
Van 1917 tot 1952 was hij architect bij de afdeling Bruggen van de Gemeentelijke Dienst der Publieke Werken, aangenomen door Wichert Arend de Graaf. In totaal ontwierp Kramer zo'n tweehonderd bruggen. Bij die bruggen ontwierp hij ook vaak de bijbehorende brughuisjes, het smeedwerk en zelfs de beplanting. Het beeldhouwwerk werd meestal door Hildo Krop verzorgd. Van deze vele bruggen draagt de P.L. Kramerbrug zijn naam, deze verbindt de Jozef Israëlskade met de Amstelkade ter hoogte van de Amsteldijk.
Ook ontwierp Kramer in de jaren twintig diverse woonblokken in de nieuwe wijken Plan West en Plan Zuid. De meest bekende hiervan zijn de arbeiderswoningen De Dageraad van de gelijknamige woningbouwvereniging in de Nieuwe Pijp uit 1921, die in samenwerking met De Klerk tot stand kwamen. De hoekpartij van het complex P.L. Takstraat / Burg. Tellegenstraat is hier zeer opvallend. Net als bij het torentje van De Klerk aan de Hembrugstraat had deze geen functie, maar was puur als versiering bedoeld.
Buiten Amsterdam ontwierp Kramer onder meer De Bijenkorf (1924-1926) in Den Haag en een tuinmanswoning en drie villa's in Park Meerwijk in Bergen. De drie villa's werden al spoedig door brand verwoest. Ook leverde Kramer bijdragen aan het tijdschrift Wendingen.
Tegen zijn dood was de expressionistische Amsterdamse School als bouwstijl verdrongen door het nieuwe bouwen, dat op het rationalisme gebaseerd was. Daardoor was er na zijn overlijden geen interesse in zijn tekeningen en maquettes en werden deze alle verbrand.

### Selectie van werken
- 1913-1916: Scheepvaarthuis, Amsterdam, samen met Jan van der Mey (hoofdarchitect) en Michel de Klerk.
- 1919-1922: Woningcomplex De Dageraad, P.L. Takstraat/Burg. Tellegenstraat en omgeving, Amsterdam (samen met Michel de Klerk).
- 1916-1918: Villa's Tamelone, Mevena en Rogier, in Park Meerwijk, Bergen NH (verwoest in 1922).
- 1917: Huis Tyltyl in Park Meerwijk, Bergen NH.
- 1921: Het Zwarte Huis, Okeghemstraat, Amsterdam-Zuid.
- 1921: Brug nr. 400 (naderhand P.L. Kramerbrug genoemd), Amsterdam-Zuid.
- 1923: Plan West, Hoofdweg / Postjeweg.
- 1924-1926: Bijenkorf, Den Haag.
- 1925: Vierwindstrekenbrug (brug nr. 381), Amsterdam-West.
- 1927: woningcomplex en leeszaal Coöperatiehof, met Van Buurenmonument (1936).
- 1928: winkelinterieur van de hedendaagse Patisserie Holtkamp.
- 1928: kerkzaal voor de soefibeweging aan de Anna Paulownastraat in Den Haag.[4]
- 1929: Woning, Merellaan, Aerdenhout.
- 1921-1929: Monument Burgemeester Tellegen, Amsterdam.
- 1935: Nationaal Monument voor het Reddingswezen, Den Helder.
- 1936: Mariniersbrug (brug 272), Amsterdam.
- 1937: Stadionbrug (brug nr. 413), Zuider Amstelkanaal, Amsterdam-Zuid.
- 1947: Vondelbrug (brug nr. 200), Vondelpark, Amsterdam-Zuid.
- 1953: Brug nr. 604, met pergola's, Burg. Röellstraat over Burg. Cramergracht, Amsterdam Nieuw-West.

## Fotogalerij

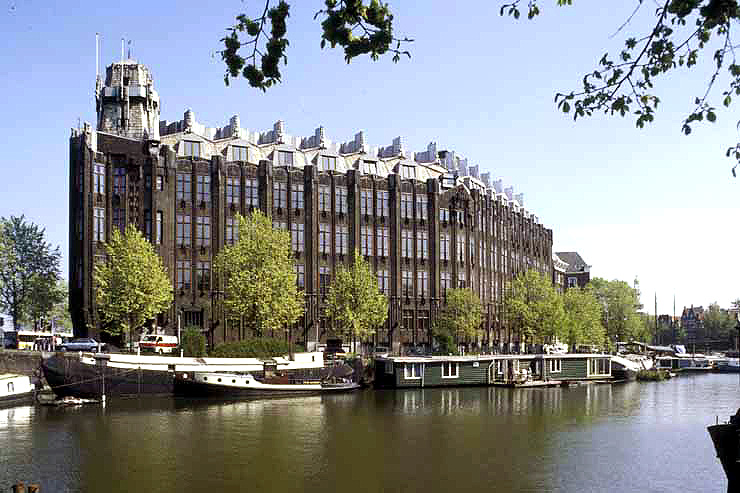
Scheepvaarthuis (1913-1916).
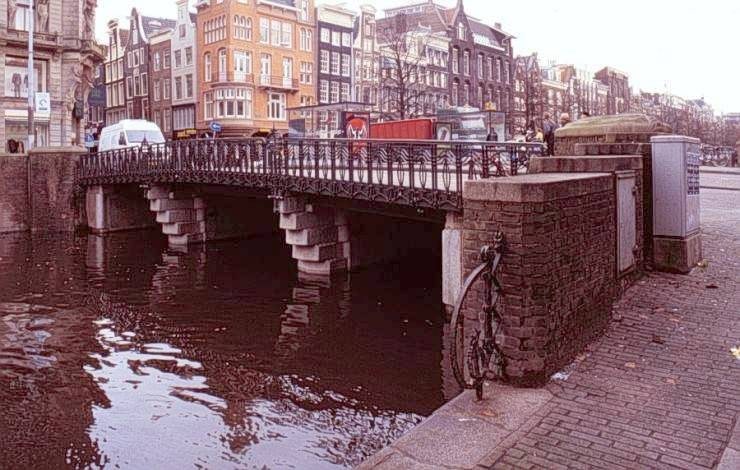
Vaste plaatbrug Keizersgracht / Leidsestraat (1921).
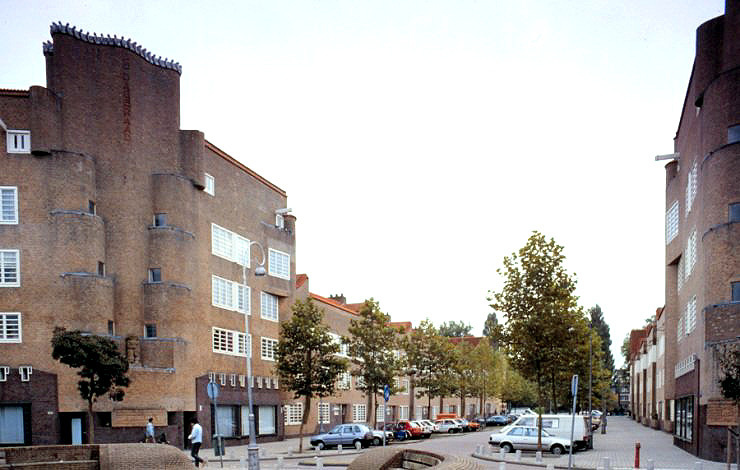
De Dageraad, Burg. Tellegenstraat / P.L. Takstraat (1921).
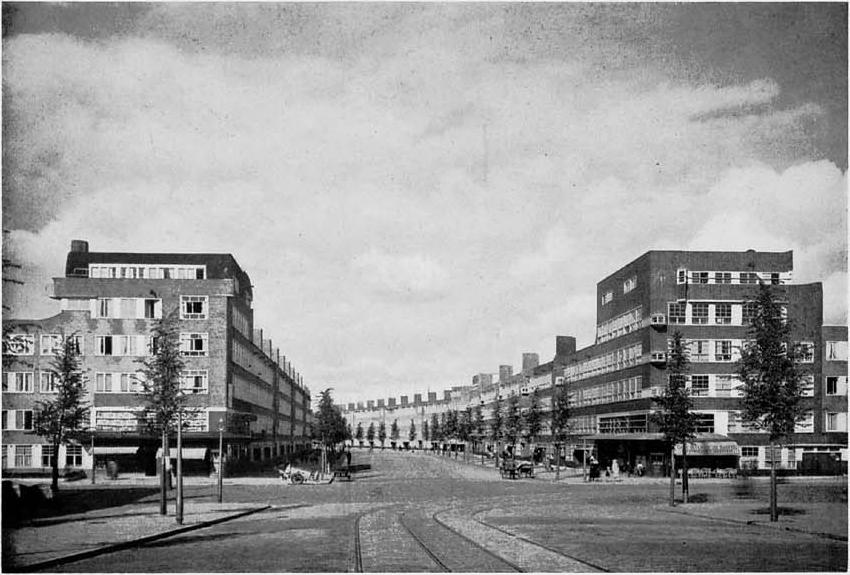
De kruising Hoofdweg / Postjesweg in 1927.
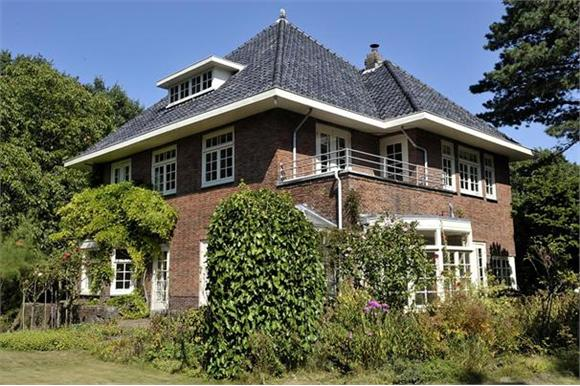
Woning in Aerdenhout (1929).
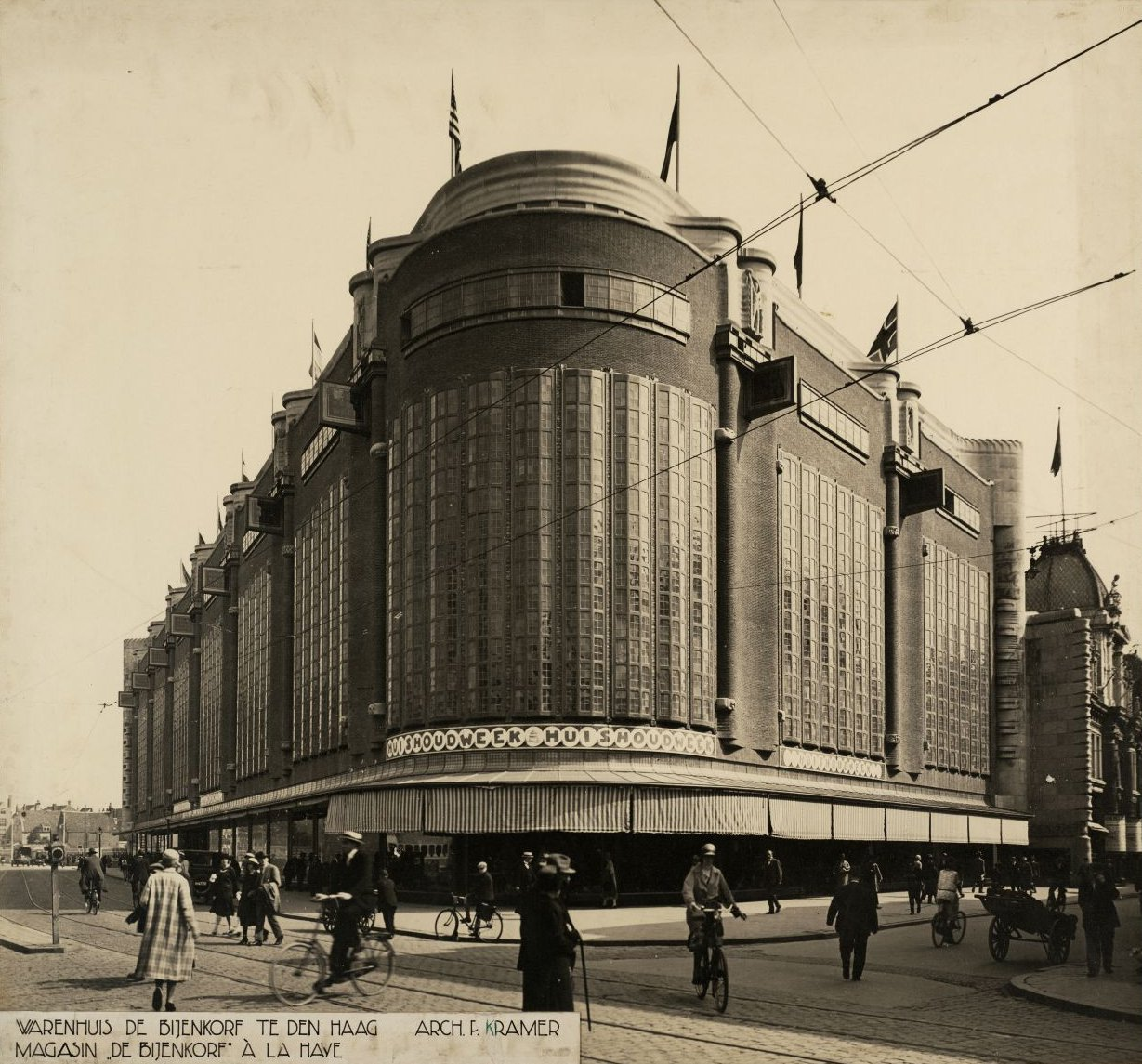
De Bijenkorf Den Haag (1924-1926).
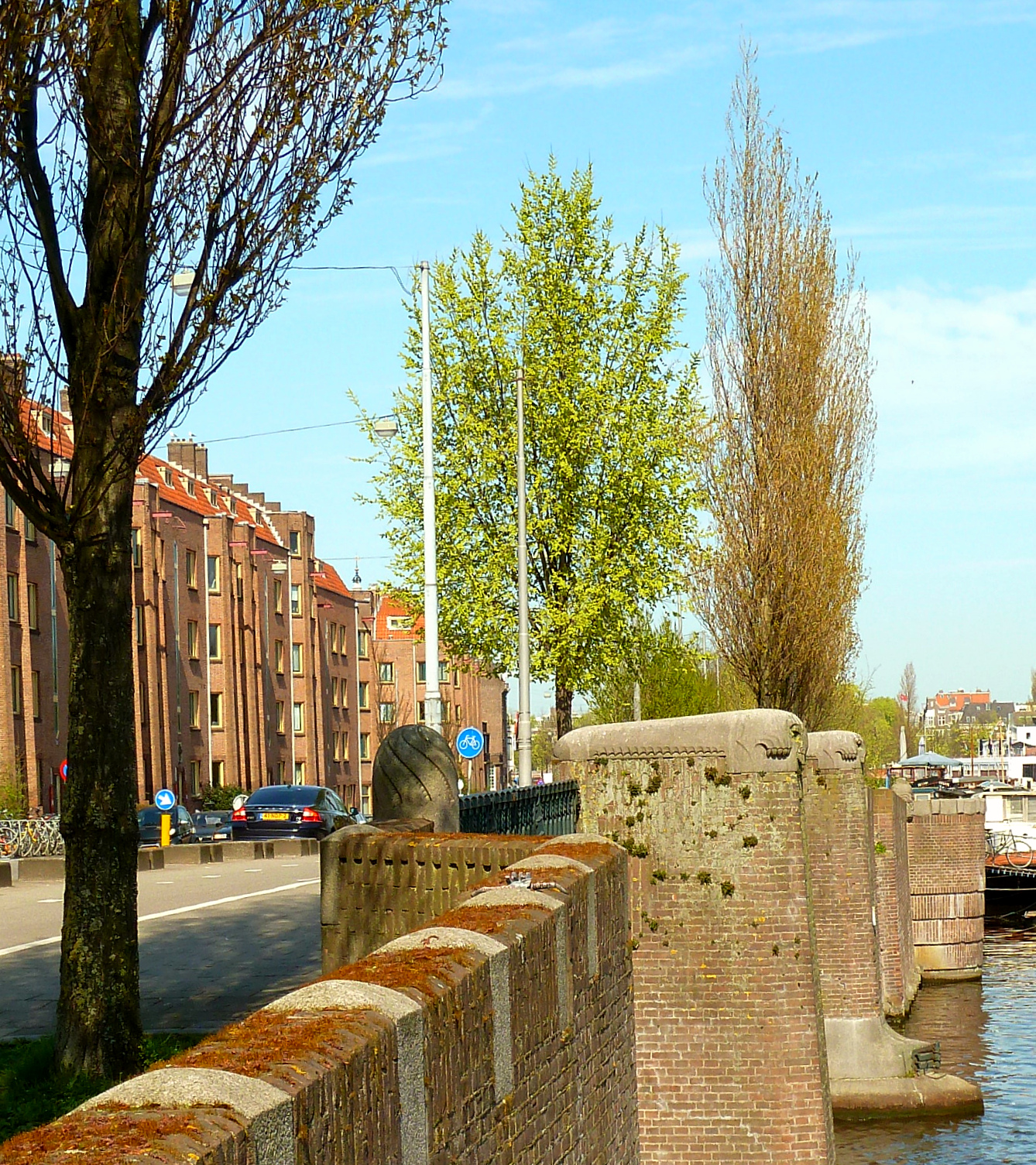
Brug 400 in de Amsteldijk te Amsterdam. De brug werd in 1921 gebouwd en later de naam P.L. Kramerbrug gegeven. Het beeldhouwwerk is van Hildo Krop. Rijksmonument nr. 527854.

- Biografisch Portaal: 37482943
- Gemeinsame Normdatei: 119256630
- International Standard Name Identifier: 0000 0000 6678 9068
- Library of Congress Control Number: no95013277
- Nederlandse Thesaurus van Auteursnamen: 074752871
- RKD-Nederlands Instituut voor Kunstgeschiedenis: 46271
- SNAC: w6rv891g
- Système universitaire de documentation: 195398149
- Union List of Artist Names: 500030747
- Virtual International Authority File: 74659080
- WorldCat: E39PBJvXdcdpd9cV673BhmdxXd